# ルーク・ショー
ルーク・ポール・ホーア・ショー（Luke Paul Hoare Shaw, 1995年7月12日 - ）は、イングランド・ロンドン出身のサッカー選手。マンチェスター・ユナイテッドFC所属。イングランド代表。ポジションはディフェンダー。
サウサンプトンのユース出身の選手であり、2012年1月にトップチームデビューを飾り、その年の5月に初めてプロ契約を結び、以降2シーズンに渡りレギュラーを務めた。2014年、その10年前にウェイン・ルーニーに対して支払われた移籍金額を更新し、10代の選手としては史上最高額となる移籍金3000万ポンドでマンチェスター・ユナイテッドへ移籍が決定した。
2014年3月5日に行われたデンマーク代表との親善試合でA代表デビューを果たし、2014 FIFAワールドカップ、2022 FIFAワールドカップのメンバーに選出された。またUEFA EURO 2020に出場して準優勝している。

## 生い立ち
ショーはキングストン・アポン・テムズ王立特別区で生まれ、サリー州のハーシャムにあるライデンズ・エンタープライズ・スクールで学んだ。チェルシーのサポーターとして育ち、チェルシーでプレーすることを目標としていた。8歳の時にはギルフォードにあるチェルシーのディベロップメント・センターでプレーしていたが、ユースチーム加入のオファーを受けることはなかった。

## クラブ経歴

### サウサンプトン

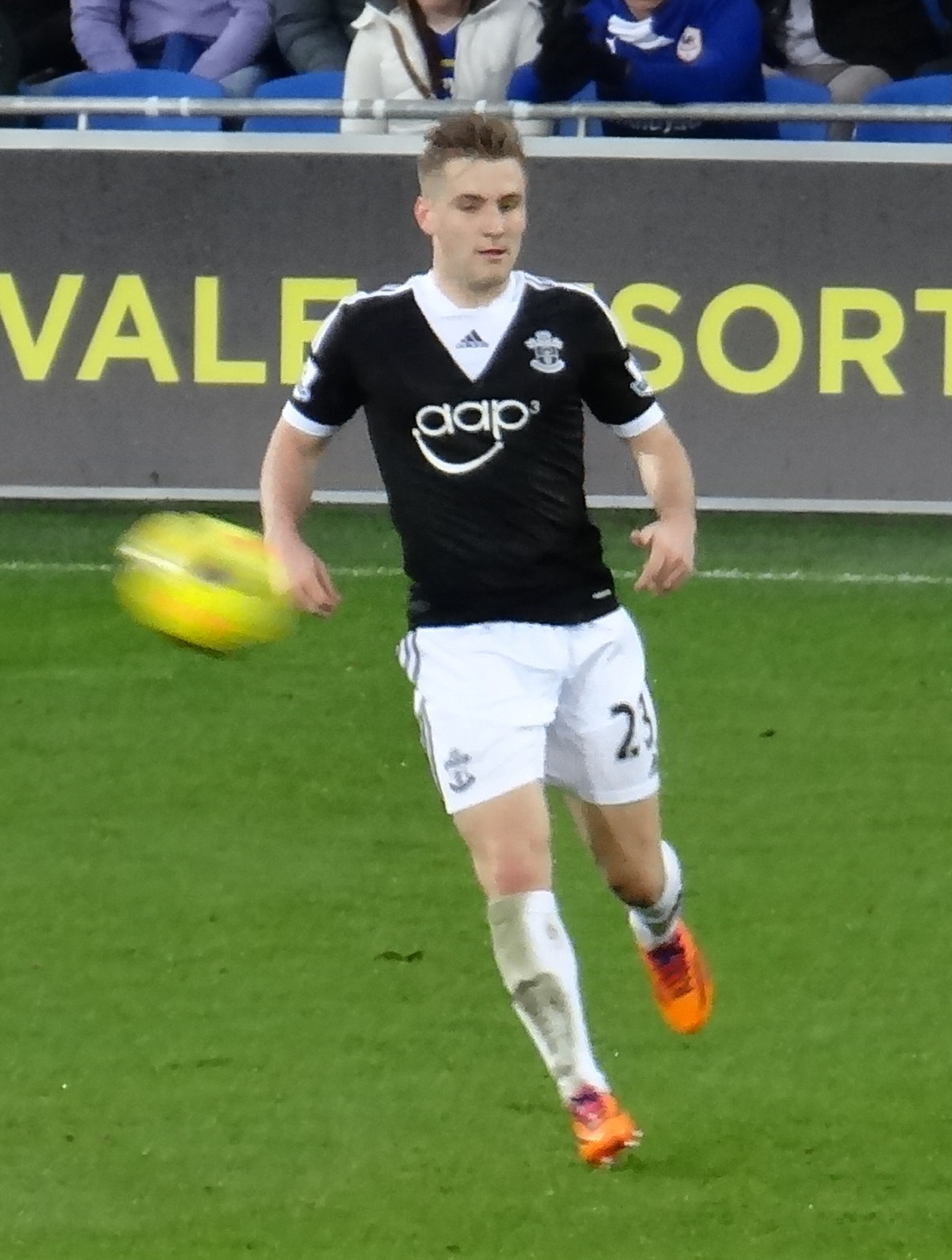
サウサンプトンでプレイするショー（2013年）

8歳の時にサウサンプトンのユースチームに加入し、15歳の時にはU-18のチームでレギュラーとしてプレーするようになった。2011年9月に初めてトップチームに招集され、リーグカップのプレストン・ノース・エンド戦のメンバーに選ばれ、34番の背番号を与えられたが、出場機会は得られなかった。2012年1月の移籍市場において、クラブは16歳のショーに400万ポンドの評価額を付け、アーセナル、チェルシー、マンチェスター・シティが興味を示しているとの報道がなされたが、サウサンプトンはすぐに反応を示し、当時監督を務めていたナイジェル・アドキンスは「ルーク・ショーは我々の将来の計画において大きなウェイトを占めており、クラブはその他の若手選手についても移籍させるつもりはない。」と話した。
2012年1月28日、FAカップのミルウォール戦の残り13分でジェイソン・パンチョンと交代出場しトップチームデビューを果たすと、プレミアリーグ昇格を決めていた2012年5月にジャック・スティーブンス、カラム・チャンバース、ジェームズ・ウォード＝プラウズの3人のユース出身選手とともにプロ契約の提示を受けた。

#### 2012-13シーズン
2012年8月に行われたリーグカップのスティヴネイジ戦で初めてスターティングメンバーとして出場し、チームも4-1で勝利を挙げた。11月10日に行われ、1-1で引き分けたスウォンジー・シティ戦ではサウサンプトンのクラブ史上最も若い年齢でプレミアリーグの試合にスターティングメンバーとして出場した。
ショーはレギュラーポジションを掴み、アドキンス監督の最後の試合となった2013年1月16日のチェルシー戦では、2-2の引き分けに持ち込むチームの2ゴール目をアシストした。3月9日に行われたノリッジ・シティ戦ではグラント・ホルトを倒し、アディショナルタイムに相手チームにペナルティキックを与えてしまったが、アルトゥール・ボルツのセーブにより最終的に0-0の引き分けに終わった。プロ1年目のシーズンはプレミアリーグでは25試合に出場し、全公式戦合わせて28試合に出場した。

#### 2013-14シーズン
2013年6月12日の18歳の誕生日にクラブと新たに5年間の契約を結び、7月20日に行われ、8-0で勝利したパラモス戦でプレシーズンマッチ唯一となるゴールを挙げた。
2013-14シーズンの開幕戦となったウェスト・ブロムウィッチ・アルビオン戦では89分にユースフ・ムルンブに倒されペナルティキックを獲得し、キッカーを務めたリッキー・ランバートはペナルティキックを成功したこともあり、チームの1-0の勝利に貢献した。
2014年4月18日にはPFA年間最優秀若手選手賞候補の1人に選ばれ、同賞の受賞は叶わなかったが、PFA年間ベストイレブンを受賞した。

### マンチェスター・ユナイテッド
2014年6月27日、マンチェスター・ユナイテッドと1年の延長オプションの付いた4年間の契約を結んだ。移籍金額は公表されていないが3000万ポンドと見られており、10代の選手に支払われた移籍金としてはサッカー史上最高の金額となった。チェルシーも興味をしていたが、選手側が求める高額な給料がチームの和を乱すことを懸念し、獲得競争から手を引くことになった。
2014-15シーズン、アメリカで行っていたプレシーズンツアー中に行われたロサンゼルス・ギャラクシー戦でマンチェスター・ユナイテッドデビューを果たしたが、ハムストリングを負傷してしまい、シーズン開幕から1ヶ月間チームを離れることになった。リーグ4戦目となった9月14日に行われたクイーンズ・パーク・レンジャーズ戦のメンバーに選ばれたが、出場機会は与えられなかった。続くレスター・シティ戦でも出場機会は得られず、公式戦デビューは9月27日に行われ、2-1で勝利したウェストハム・ユナイテッドまで待たなければならなかった。10月にはヨーロッパでプレーする若手選手を表彰するゴールデンボーイ賞の候補に選出された。2015年2月8日に行われ、1-1で引き分けたウェストハム・ユナイテッド戦ではイエローカードを2枚提示され退場処分を受けた。4月18日に行われたチェルシー戦では怪我をしたダレイ・ブリントに代わり3月9日以来となるスターティングメンバー復帰を果たし、チームは0-1で敗れたが、キャプテンであるウェイン・ルーニーはショーのパフォーマンスを称賛した。
2015-16シーズン、開幕からリーグ戦のすべての試合にスターティングメンバーとして出場していたが、2015年9月15日に行われたUEFAチャンピオンズリーグのグループリーグ初戦のPSVアイントホーフェン戦でエクトル・モレノのスライディングタックルを受け右足を複合骨折し、復帰まで9ヶ月以上を要する見込みとなった。
2017-18シーズン、ジョゼ・モウリーニョがアシュリー・ヤングを好んで起用したことから、出場機会が激減。追い討ちをかけるようにモウリーニョがショーのパフォーマンスを批判したことで、監督との確執が露わとなった。退団も囁かれたが結局残留した。
ジョゼ・モウリーニョが解任されて、オレ・グンナー・スールシャールが監督に就任するとレギュラーに返り咲き、2018-19シーズン開幕戦のレスター・シティFC戦でスタメンに抜擢されると、決勝弾の殊勲を挙げる。選手が選ぶこのシーズンのクラブ最優秀選手賞を受賞。
2021年3月8日、マンチェスター・シティ戦で1ゴールを決め、28戦無敗を誇っていたシティからの勝利に貢献した。
2022-23シーズン、EFLカップ決勝、ニューカッスル・ユナイテッド戦ではFKからカゼミーロの決勝ゴールをアシスト、6期振りのタイトルを獲得した。

## 代表経歴
2011年にU-16のイングランド代表に招集され、通算6試合に出場した。2月に行われたスロベニア代表戦でデビューを飾り、4月に行われたモンテギュー国際大会のメンバーに選ばれ、本大会のウルグアイ代表戦で初ゴールを挙げた。8月に行われたイタリア代表戦に出場し、U-17代表デビューを果たすと、その後7ヶ月で通算8試合に出場した。
2013年1月、監督を務めていたスチュアート・ピアースは、「傑出した才能」であると翌月に行われるスウェーデン代表戦に向けたU-21代表メンバーへ初めてショーを招集したが、練習中に負傷したため試合に出場することはできなかった。同様の理由で3月21日のルーマニア代表戦、3月25日のオーストリア代表戦、8月13日のスコットランド代表戦、UEFA U-21欧州選手権2013に向けた代表メンバーに選ばれたが、結局出場することは叶わなかった。U-21代表でのデビューは9月5日に行われたUEFA U-21欧州選手権2015予選のモルドバ代表戦となり、9月9日に行われたフィンランド代表と2戦続けてフル出場を果たした。
2014年2月27日、デンマーク代表との親善試合に向けたA代表のメンバーに招集された。その試合ではアシュリー・コールと交代で後半から出場し、チームも1-0で勝利を挙げた。
2014年5月12日、ロイ・ホジソン監督により2014 FIFAワールドカップに臨む23人のメンバーに選出された。そのあおりを受けて選外となったアシュリー・コールは代表引退を決断した。代表でショーはレイトン・ベインズに次いで2番手の選手であり、出場機会は最終戦のコスタリカ代表戦の1試合に終わったが、今回のワールドカップの試合に出場した選手の中では最年少であった。2018年9月に召集されて以降は約2年以上代表チームからは遠ざかった。
2021年3月、2022 FIFAワールドカップ予選を戦う代表チームに召集され、アルバニア戦で先発起用されるとケインのゴールをアシストした。同年6月のUEFA EURO 2020ではグループリーグ第2戦から先発起用されると、決勝トーナメント1回戦のドイツ戦でラヒーム・スターリングの決勝ゴールをアシストしてチームに貢献、準々決勝のウクライナ戦ではFKでハリー・マグワイアのゴールをアシスト、更にクロスでハリー・ケインのゴールもアシスト、約26年振りとなる準決勝進出に貢献、大会でのプレー振りをロベルト・カルロスからも賞賛された。決勝のイタリア戦では前半2分にボレーで代表初ゴールとなる先制点を奪ったが、その後追いつかれPK戦で敗れた。
2022年、ワールドカップカタール大会、1次リーグ初戦のイラン戦ではベリンガムの先制得点をアシストして勝利に貢献した。
2024年、怪我により長期離脱していたがそれでもUEFA EURO 2024に臨む代表メンバーに選出されたが、大会に入ってもなかなかプレーできる状態まで回復せず、準々決勝、スイス戦でようやく途中出場して実戦複帰した。

## プレースタイル
オフェンス意識の高い左サイドバックの選手であるショーは、スピードと判断力、ディフェンス能力を高く評価されており、同じサウサンプトンユース出身のガレス・ベイルと比較されている。元イングランド代表でFAのディレクターを務めるトレヴァー・ブルッキングは、ショーについて「技術的に優れた能力を有している」と評している。

## 個人成績

### クラブ
2022年11月13日現在
| クラブ                       | シーズン | リーグ             | リーグ | リーグ | カップ | カップ | リーグカップ | リーグカップ | 国際大会 | 国際大会 | その他 | その他 | 通算 | 通算 |
| クラブ                       | シーズン | ディビジョン       | 出場   | 得点   | 出場   | 得点   | 出場         | 得点         | 出場     | 得点     | 出場   | 得点   | 出場 | 得点 |
| ---------------------------- | -------- | ------------------ | ------ | ------ | ------ | ------ | ------------ | ------------ | -------- | -------- | ------ | ------ | ---- | ---- |
| サウサンプトン               | 2011-12  | チャンピオンシップ | 0      | 0      | 1      | 0      | 0            | 0            | —        | —        | —      | —      | 1    | 0    |
| サウサンプトン               | 2012-13  | プレミアリーグ     | 25     | 0      | 1      | 0      | 2            | 0            | —        | —        | —      | —      | 28   | 0    |
| サウサンプトン               | 2013-14  | プレミアリーグ     | 35     | 0      | 3      | 0      | 0            | 0            | —        | —        | —      | —      | 38   | 0    |
| サウサンプトン               | 通算     | 通算               | 60     | 0      | 5      | 0      | 2            | 0            | —        | —        | —      | —      | 67   | 0    |
| マンチェスター・ユナイテッド | 2014-15  | プレミアリーグ     | 16     | 0      | 4      | 0      | 0            | 0            | —        | —        | —      | —      | 20   | 0    |
| マンチェスター・ユナイテッド | 2015-16  | プレミアリーグ     | 5      | 0      | 0      | 0      | 0            | 0            | 3        | 0        | —      | —      | 8    | 0    |
| マンチェスター・ユナイテッド | 2016-17  | プレミアリーグ     | 11     | 0      | 1      | 0      | 2            | 0            | 4        | 0        | 1      | 0      | 19   | 0    |
| マンチェスター・ユナイテッド | 2017-18  | プレミアリーグ     | 11     | 0      | 4      | 0      | 3            | 0            | 1        | 0        | 0      | 0      | 19   | 0    |
| マンチェスター・ユナイテッド | 2018-19  | プレミアリーグ     | 29     | 1      | 3      | 0      | 0            | 0            | 8        | 0        | —      | —      | 40   | 1    |
| マンチェスター・ユナイテッド | 2019-20  | プレミアリーグ     | 24     | 0      | 3      | 1      | 2            | 0            | 4        | 0        | —      | —      | 33   | 1    |
| マンチェスター・ユナイテッド | 2020-21  | プレミアリーグ     | 32     | 1      | 3      | 0      | 2            | 0            | 10       | 0        | —      | —      | 47   | 1    |
| マンチェスター・ユナイテッド | 2021-22  | プレミアリーグ     | 20     | 0      | 2      | 0      | 0            | 0            | 5        | 0        | —      | —      | 27   | 0    |
| マンチェスター・ユナイテッド | 2022-23  | プレミアリーグ     | 31     | 1      | 4      | 0      | 3            | 0            | 9        | 0        | —      | —      | 47   | 1    |
| マンチェスター・ユナイテッド | 通算     | 通算               | 179    | 3      | 20     | 1      | 9            | 0            | 40       | 0        | 1      | 0      | 228  | 3    |
| 総通算                       | 総通算   | 総通算             | 218    | 2      | 25     | 1      | 11           | 0            | 40       | 0        | 1      | 0      | 295  | 3    |

## 代表歴

### 出場大会
- イングランド代表
  - 2014 FIFAワールドカップ
  - 2022 FIFAワールドカップ

### 試合数
- 国際Aマッチ 31試合 3得点（2014年-）[77]

2024年1月1日現在
| イングランド代表 | 国際Aマッチ | 国際Aマッチ |
| 年               | 出場        | 得点        |
| ---------------- | ----------- | ----------- |
| 2014             | 4           | 0           |
| 2015             | 2           | 0           |
| 2017             | 1           | 0           |
| 2018             | 1           | 0           |
| 2021             | 11          | 1           |
| 2022             | 9           | 2           |
| 2023             | 3           | 0           |
| 2024             |             |             |
| 通算             | 31          | 3           |

### 得点
| 得点 | 日時          | 場所                               | キャップ | 相手     | スコア | 結果                 | 大会                                   |
| ---- | ------------- | ---------------------------------- | -------- | -------- | ------ | -------------------- | -------------------------------------- |
| 1.   | 2021年7月11日 | ロンドン、ウェンブリー・スタジアム | 16       | イタリア | 1-0    | 1-1 (a.e.t.) (2-3 p) | UEFA EURO 2020                         |
| 2.   | 2022年3月26日 | ロンドン、ウェンブリー・スタジアム | 20       | スイス   | 1-1    | 2-1                  | 親善試合                               |
| 3.   | 2022年9月26日 | ロンドン、ウェンブリー・スタジアム | 23       | ドイツ   | 1-2    | 3-3                  | UEFAネーションズリーグ2022-23・リーグA |

## 獲得タイトル

### クラブ
マンチェスター・ユナイテッド
- FAカップ : 2015-16
- FAコミュニティ・シールド : 2016
- EFLカップ : 2016-17, 2022-23
- UEFAヨーロッパリーグ : 2016-17

### 個人
- PFA年間ベストイレブン : 2回 (2013-14, 2020-21)
- マンチェスター・ユナイテッド年間最優秀選手賞 :  (2018-19)